# François Desgrez
François Desgrez (fl. XVII secolo) è stato un poliziotto francese.
Fu incaricato dal tenente generale La Reynie di svolgere le indagini nell'inchiesta nota in seguito come l'Affare dei veleni, che porterà all'allontanamento dalla corte di Madame de Montespan, favorita del re Luigi XIV. François Desgrez eseguì gli arresti della marchesa di Brinvilliers, rifugiatasi in un convento nei pressi di Liegi, e di Catherine Deshayes. È uno dei simboli della modernizzazione della polizia francese.
Il personaggio compare in alcuni romanzi della serie di Angelica scritti da Anne e Serge Golon.

## Apparizioni cinematografiche
| Anno | Film                                                | Attore             | Note |
| ---- | --------------------------------------------------- | ------------------ | --- |
| 1955 | Il processo dei veleni (L'Affaire des poisons)      | Pierre Mondy       | |
| 1955 | Das Fräulein von Scuderi                            | Hans-Peter Thielen | Dal romanzo La signorina de Scudéry di E. T. A. Hoffmann Personaggio erroneamente accreditato come "Degrais" |
| 1964 | Angelica (Angélique, Marquise des Anges)            | Jean Rochefort     | Dal romanzo Angelica, la marchesa degli Angeli di Anne e Serge Golon                                         |
| 1965 | Angelica alla corte del re (Merveilleuse Angélique) | Jean Rochefort     | Dal romanzo Angelica sulla via di Versailles di Anne e Serge Golon                                           |
| 1966 | La meravigliosa Angelica (Angélique et le Roy)      | Jean Rochefort     | Dal romanzo Angelica e l'amore del re di Anne e Serge Golon                                                  |
| 2013 | Angelica (Angélique)                                | Simon Abkarian     | Dal romanzo Angelica, la marchesa degli Angeli di Anne e Serge Golon                                         |